# Капустянська сільська рада (Новоушицький район)
Капустя́нська сільська́ ра́да — адміністративно-територіальна одиниця та орган місцевого самоврядування в Новоушицькому районі Хмельницької області. Адміністративний центр — село Капустяни.

## Загальні відомості
Капустянська сільська рада утворена в 1923 році.
- Територія ради: 35,187 км²
- Населення ради: 1 431 особа (станом на 2001 рік)

## Населені пункти
Сільській раді були підпорядковані населені пункти:
- с. Капустяни
- с. Глибочок

## Склад ради
Рада складалася з 16 депутатів та голови.
- Голова ради: Паляруш Василь Володимирович
- Секретар ради: Теслюк Валентина Анатоліївна

### Керівний склад попередніх скликань
| Прізвище, ім'я, по батькові  | Основні відомості                                                 | Дата обрання | Дата звільнення |
| ---------------------------- | ----------------------------------------------------------------- | ------------ | --------------- |
| Паляруш Василь Володимирович | Сільський голова, 1975 року народження, освіта вища, безпартійний | 26.03.2006   | 31.10.2010      |
| Паляруш Василь Володимирович | Сільський голова, 1975 року народження, освіта вища, безпартійний | 31.10.2010   |                 |

Примітка: таблиця складена за даними сайту Верховної Ради України

### Депутати
За результатами місцевих виборів 2010 року депутатами ради стали:

#### За суб'єктами висування
| Суб'єкт висування | Кількість обраних депутатів | %    |
| ----------------- | --------------------------- | ---- |
| Самовисування     | 11                          | 68,8 |
| Партія регіонів   | 3                           | 18,8 |
| Народна партія    | 2                           | 12,5 |

#### За округами
| № округу        | Прізвище, ім'я, по батькові    | Дата визнання обраним | Освіта             | Партійна приналежність | Відомості про обраного депутата                         |
| --------------- | ------------------------------ | --------------------- | ------------------ | ---------------------- | ------------------------------------------------------- |
| Народна Партія  |                                |                       |                    |                        |                                                         |
| 5               | Дехтяренко Василь Васильович   | 05.11.2010            | вища               | член Народної партії   | Капустянський будинок культури, завідувач               |
| 11              | Мельник Григорій Дмитрович     | 05.11.2010            | середня            | член Народної партії   | ГСП «Надія», мельник                                    |
| Партія регіонів |                                |                       |                    |                        |                                                         |
| 2               | Ващішен Юрій Ввасильович       | 05.11.2010            | середня спеціальна | позапартійний          | приватний підприємець                                   |
| 6               | Задворний Олександр Васильович | 05.11.2010            | середня спеціальна | позапартійний          | приватний підприємець                                   |
| 14              | Теслюк Валентина Анатоліївна   | 05.11.2010            | вища               | позапартійна           | Капустянська сільська рада, секретар                    |
| Самовисування   |                                |                       |                    |                        |                                                         |
| 1               | Білостоцька Маріна Борисівна   | 05.11.2010            | вища               | позапартійна           | ТОВ «Стіомі холдінг», комірник                          |
| 3               | Гаврилюк Микола Васильович     | 05.11.2010            | середня            | позапартійний          | тимчасово не працює                                     |
| 4               | Гулько Іван Іванович           | 05.11.2010            | середня            | позапартійний          | приватний підприємець                                   |
| 7               | Кушнір Віталій Анатолійович    | 05.11.2010            | вища               | позапартійний          | Капустянська загальноосвітня школа, вчитель             |
| 8               | Лопатюк Надія Михайлівна       | 05.11.2010            | середня            | позапартійна           | ТОВ «Стіомі холдінг», різноробоча                       |
| 9               | Матвеєва Валентина Іванівна    | 05.11.2010            | вища               | позапартійна           | Капустянський дошкільний навчальний заклад, завідувачка |
| 10              | Марценюк Ніна Іванівна         | 05.11.2010            | вища               | позапартійна           | Глибочанський дошкільний навчальний заклад, завідувачка |
| 12              | Онисько Наталія Миколаївна     | 05.11.2010            | вища               | позапартійна           | Капустянська загальноосвітня школа, вчитель             |
| 13              | Смаленюк Валентина Вікторівна  | 05.11.2010            | вища               | позапартійна           | Глибочанська загальноосвітня школа, вчитель             |
| 15              | Шишук Валентина Іванівна       | 05.11.2010            | вища               | позапартійна           | пенсіонер                                               |
| 16              | Щербій Інна Євгенівна          | 05.11.2010            | вища               | позапартійна           | Капустянський дошкільний навчальний заклад, вихователь  |